# African Identities
Bản sắc châu Phi là một tập san học thuật tập trung chủ yếu vào các chủ đề liên quan đến nghiên cứu châu Phi.
Tập san Bản sắc châu Phi cung cấp một diễn đàn quan trọng nhằm nhận diện các đặc điểm bản sắc châu Phi và các dân tộc da đen. Mục đích của tạp chí này là mở ra nhiều hướng khác nhau trong lĩnh vực nghiên cứu Châu Phi: khuyến khích sự phát triển của lý thuyết và thực hành trong một phạm vi rộng hơn bằng các phương pháp kỷ luật; để thúc đẩy đổi mới khái niệm và để cung cấp một địa điểm cho sự gia nhập của những quan điểm mới về những vấn đề cụ thể
Với sự nhấn mạnh về giới tính, giai cấp, quốc gia, bên lề, "sự khác biệt" giữa các tộc người châu Phi, tạp chí tìm hiểu sâu về bản sắc châu Phi Chẳng hạn, những câu hỏi quan trọng về ý nghĩa của người Châu Phi, "hậu thực dân" và chủ nghĩa đồng bộ, đưa ra các khung khái niệm trong đó đưa ra phân tích phê phán về văn hóa châu Phi và đưa văn hóa châu Phi tham gia vào văn hóa đại chúng.